# Slag bij Liaoyang

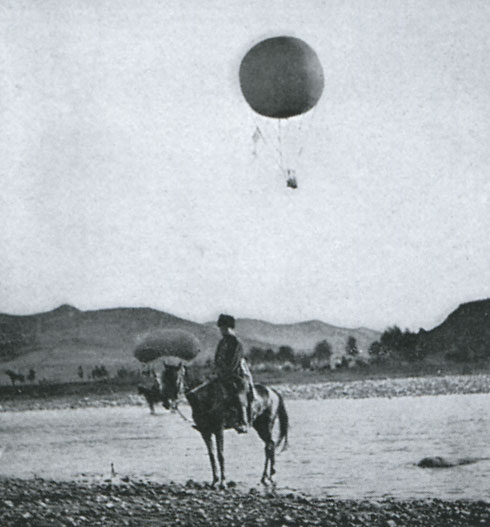
Russische observatieballon in de lucht

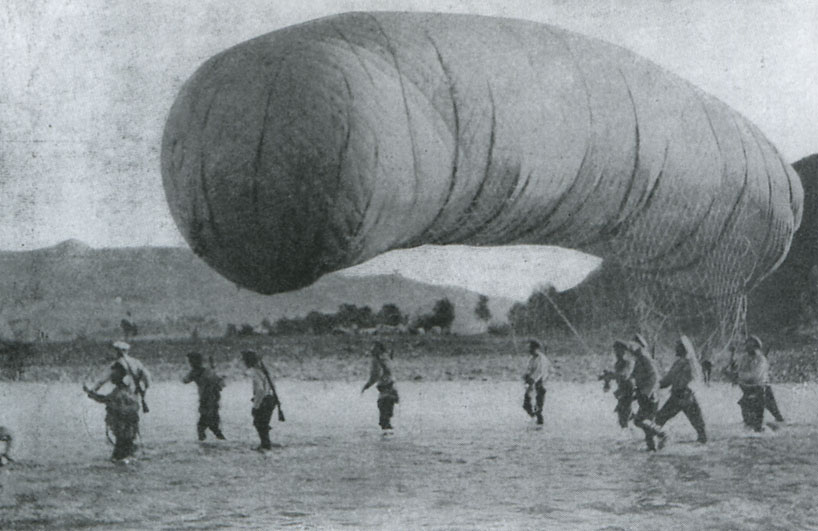
Russische ballonvaarders bij Liaoyang

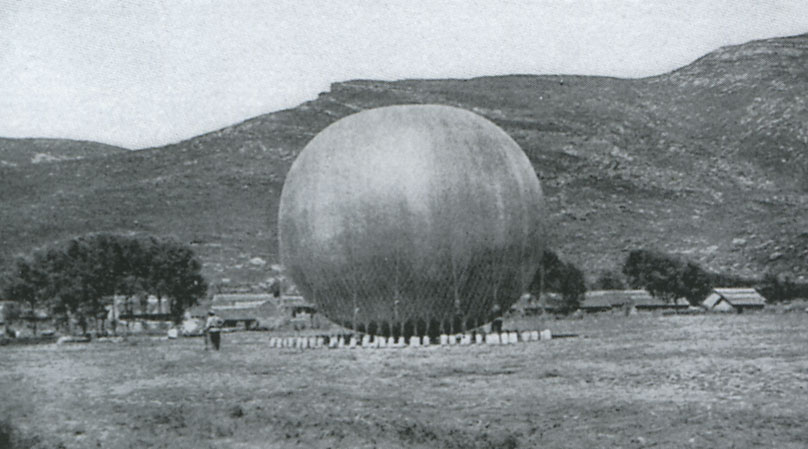
Russische observatieballon tussen twee vluchten

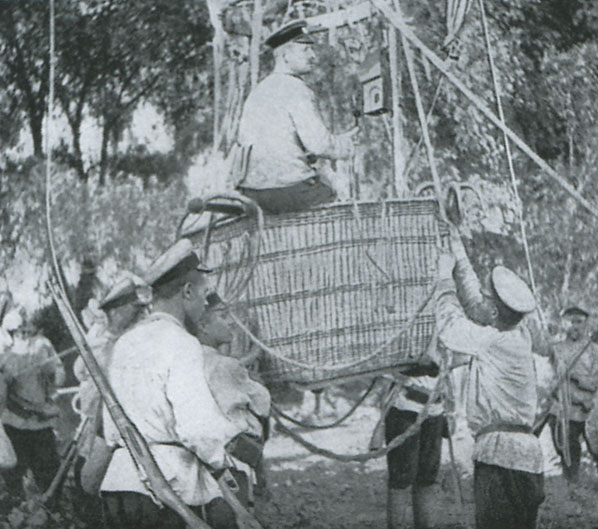
Russische waarnemers in de korf van hun luchtballon

De Slag bij Liaoyang (Japans: 遼陽会戦, Ryōyō-kaisen) was een veldslag van 25 augustus tot 4 september 1904 in de Russisch-Japanse Oorlog. De slag vond plaats in de nabijheid van de Chinese stad Liaoyang. Deze stad was van groot strategische belang voor de Russen. Het was het belangrijkste Russische militaire steunpunt in Zuid-Mantsjoerije. De stad lag op de hoofdlijn van de Spoorwegmaatschappij van Zuid-Mantsjoerije die Port Arthur verbond met Mukden. De stad  was met drie defensiegordels versterkt door het Russisch Keizerlijk Leger. 

## Achtergrond
Het 3e Leger onder Nogi Maresuke belegerde de strategische haven Port Arthur. Veldmaarschalk Oyama Iwao trok met de rest naar het noorden om het spoorwegkruispunt van Liaoyang in te nemen tussen Mukden en Port Arthur van de Trans-Mantsjoerische spoorlijn. De Russen gebruikten tijdens deze slag luchtballons voor waarneming.

## De slag
Op 25 augustus 1904 probeerden 158.000 Russen om de 125.000 Japanners te omsingelen.
Op 26 augustus 1904 nam het Japanse 1e Leger  de Kosarei-bergkam  en de Hungsha-pas ten zuidoosten van de stad Liaoyang in na hevige gevechten. Opperbevelhebber generaal Aleksej Koeropatkin trok zich terug en de Japanners achtervolgden hem.
Van 29 tot 30 augustus 1904 konden de Russen hevige Japanse aanvallen afweren ten zuiden van Liaoyang. Tegen 31 augustus 1904 stak het 1e Leger de rivier over ten noordoosten van Liaoyang.
In de vroege ochtend van 4 september 1904 trok Koeropatkin zich na vruchteloze tegenaanvallen uit Liaoyang terug naar Mukden.

## Resultaat
De Russen telden 15.548 slachtoffers (2007 doden, 1448 vermisten en 12.093 gewonden). De Japanners telden in totaal 23.615 slachtoffers.